# Kallina Géza Sándor
Kallina Géza Sándor (Budapest, 1883. május 12. – Budapest, 1942. április 21.) magyar építész.

## Élete
Életéről kevés adat ismert. Kallina Mór építész és Schmidt Anna (1848–1911) fiaként született. 1905-ben szerzett oklevelet a Műegyetemen. Németországban is folytatott tanulmányokat, majd hazatérve édesapja építészi irodájában helyezkedett el. 1910-ban önállósította magát.
Kisebb ipari és lakóépületek tervezése fűződik a nevéhez.
Felesége Szendrey Margit (1886–1945) tanítónő, Szendrey János leánya volt.

## Ismert épületei

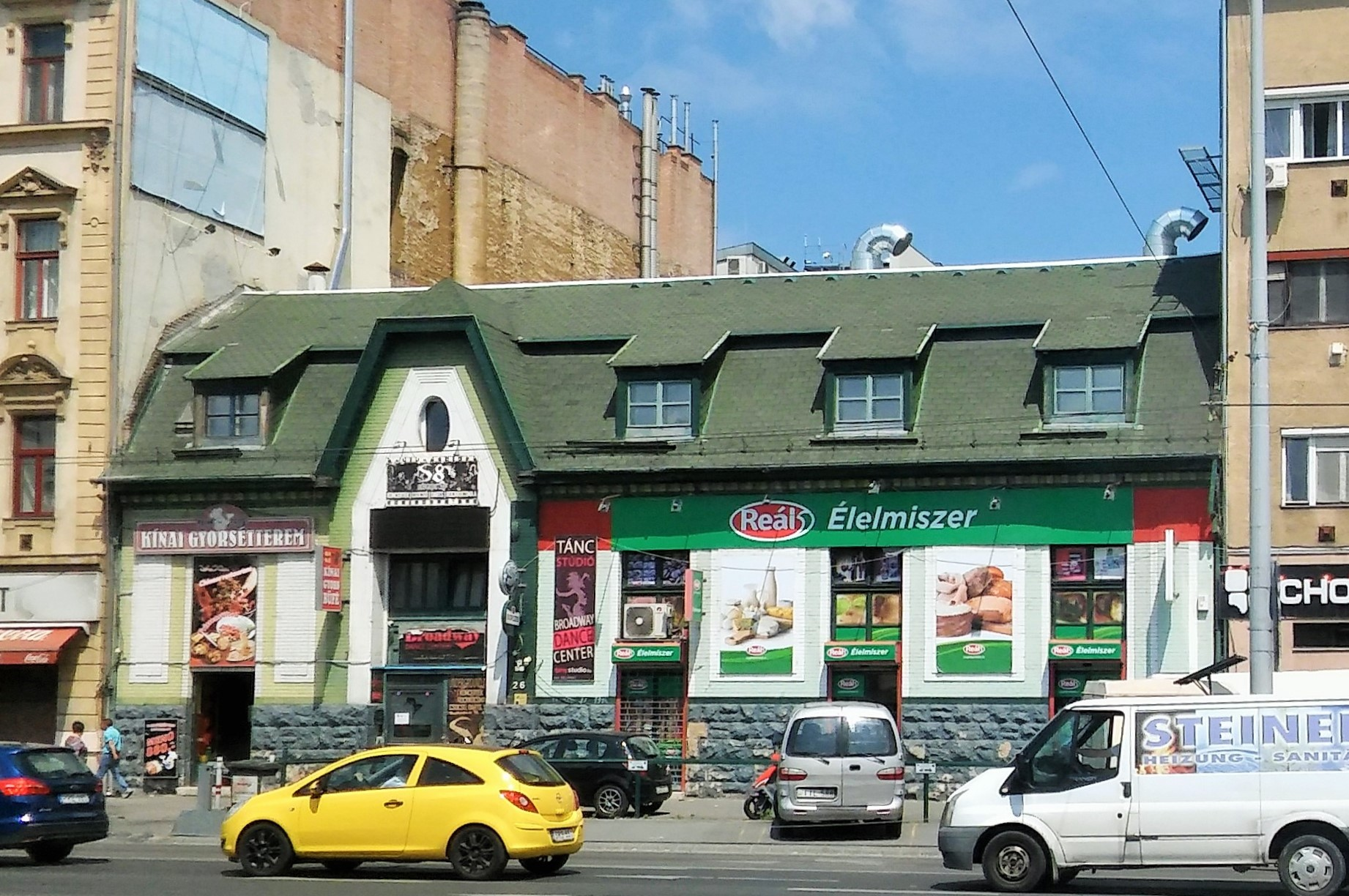
Jungfer lakatosüzem

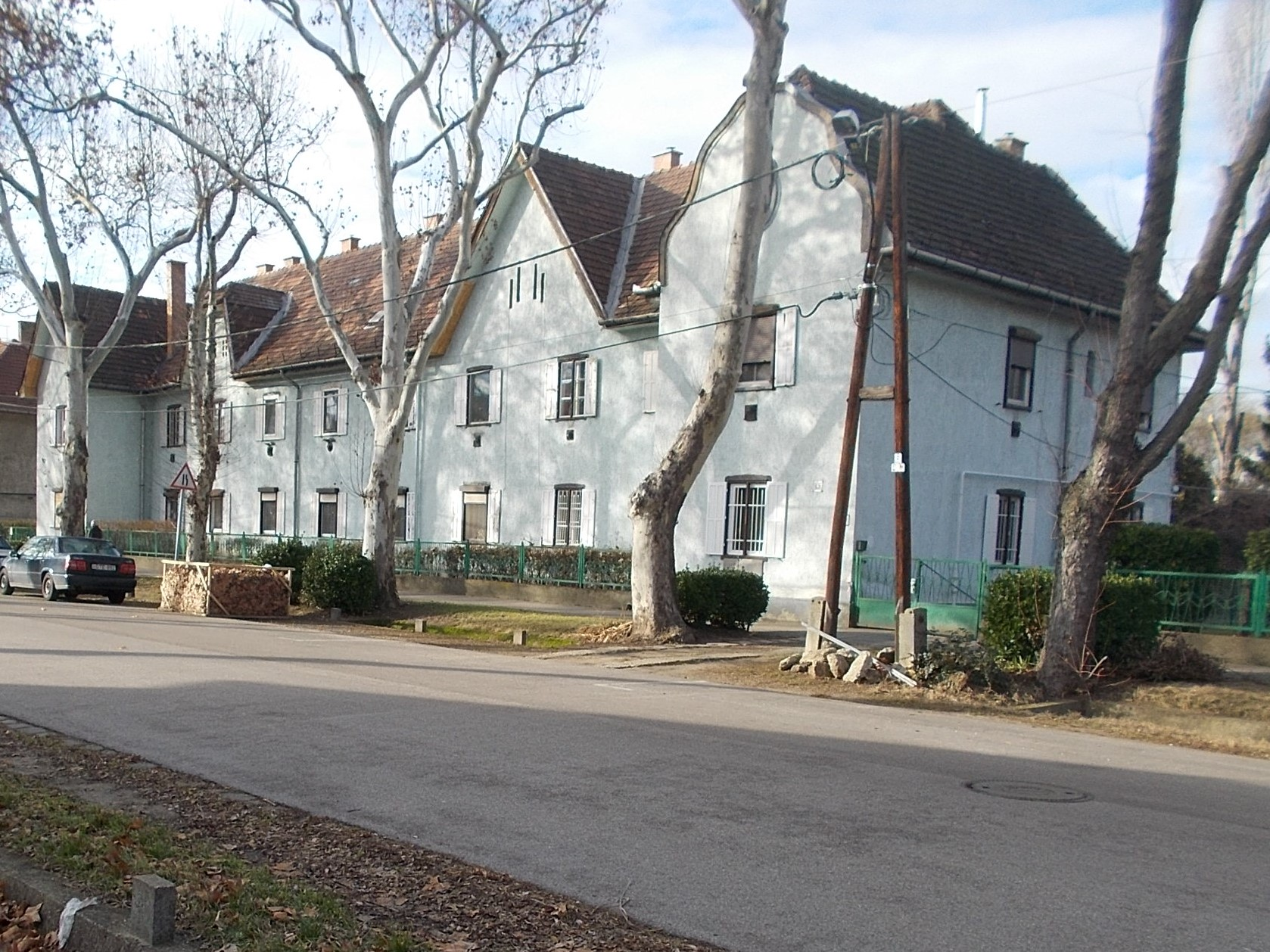
lakóház, Corvin körút 57.

- 1907–1908: villa bővítése, Budapest, Városmajori út 39-41. (Árkay Aladárral közös munka)[6][7]
- 1910 k.: lakóház, Budapest, Wekerletelep, Corvin körút 57. (Árkay Aladárral közös munka)[8]
- 1914: Jungfer lakatosüzem épületei, Budapest, Kerepesi út 26.[5][9]
- 1914: Jungfer-villa Budapest, Hűvösvölgyi út 79.[5][10]
- 1918: kocsiszín (garázs?), Budapest, Szarvas u.[11]
- ?: lakóház, Budapest, Rózsa utca 80.[12][13]

### Tervben maradt épületek
- 1907: Földművelésügyi Minisztérium palotája, Budapest[14]